# Wodnik brązowogrzbiety
Wodnik brązowogrzbiety, weczka żółtodzioba (Hypotaenidia poeciloptera) – gatunek średniej wielkości ptaka z rodziny chruścieli (Rallidae). Występował na Viti Levu i Ovalau (Fidżi). Wymarły. Ostatni okaz pozyskano w 1890, jedna niepewna obserwacja pochodzi z 1973.

## Taksonomia

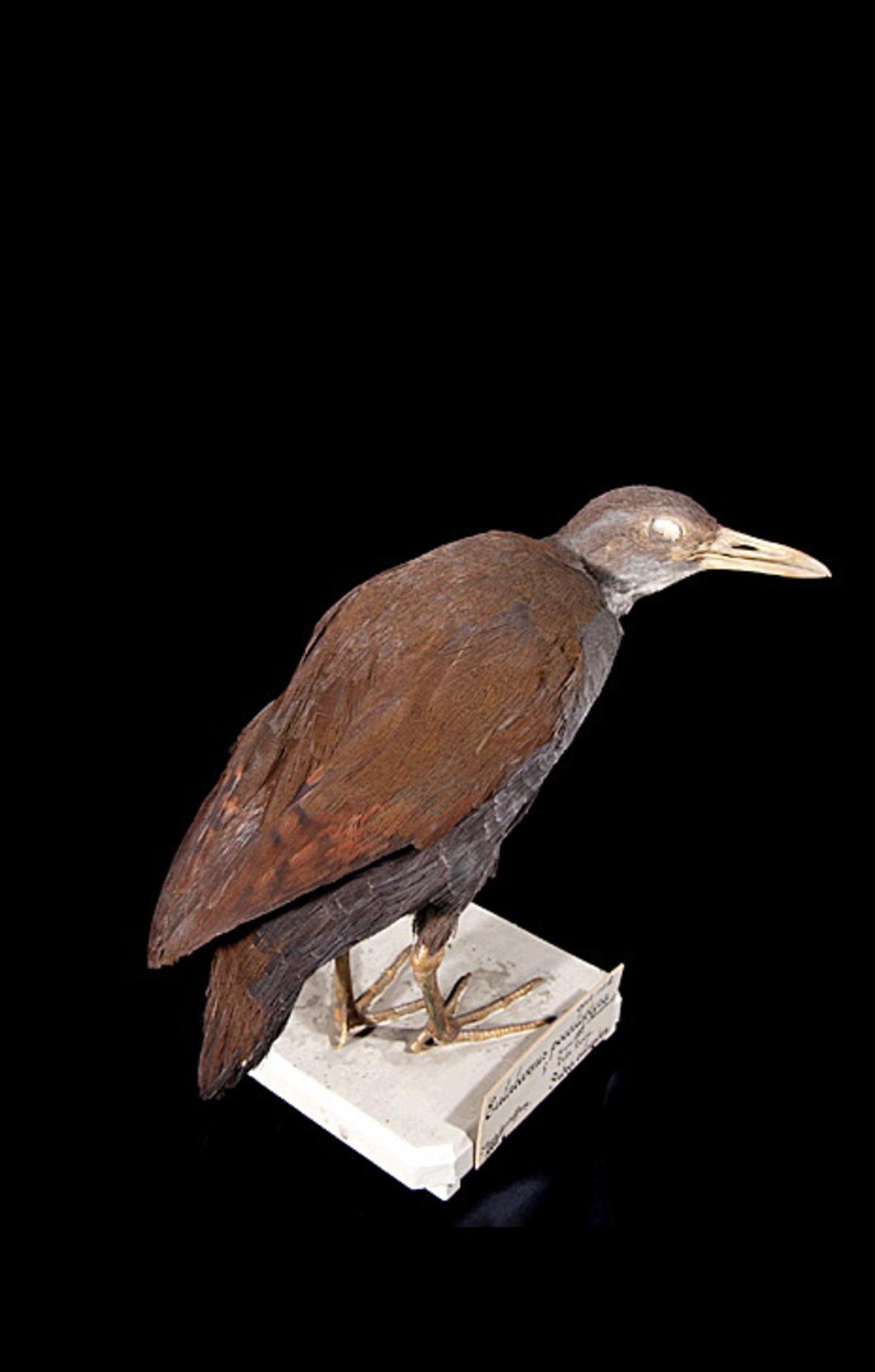
Wypchany okaz z Muzeum Historii Naturalnej w Lejdzie

Po raz pierwszy gatunek opisał Gustav Hartlaub w 1866 na łamach „The Ibis”. Nowemu gatunkowi nadał nazwę Rallina poeciloptera. Holotyp pochodził z Viti Levu; pozyskano tylko 1 okaz. Obecnie (2022) Międzynarodowy Komitet Ornitologiczny umieszcza gatunek w rodzaju Hypotaenidia. Niektórzy autorzy zaliczają gatunek do rodzaju Gallirallus, dawniej bywał umieszczany w rodzaju Nesoclopeus, a czasami w Rallina albo Rallus. Znanych jest 12 okazów muzealnych, przechowywane są w zbiorach w Berlinie, Bostonie, Cambridge (Massachusetts), Lejdzie, Liverpoolu, Nowym Jorku, Pradze i Tring.
Wodnik brązowogrzbiety był blisko spokrewniony z wodnikiem smolistym (Hypotaenidia woodfordi), dawniej były one uznawane za przedstawicieli tego samego gatunku.

## Morfologia
Długość ciała wynosiła około 35 cm. Wodnik brązowogrzbiety prawdopodobnie był nielotny. Wierzch ciała był brązowy, dolne partie ciała szare. Na środku gardła widniała biała plama. Skrzydła pokrywały kasztanowo-czarne pasy. Dziób żółto-pomarańczowy, tęczówka jasnobrązowa. Nogi i stopy żółte. Samce były mniejsze od samic.

## Zasięg, ekologia, zachowanie
Gatunek znany z Viti Levu i Ovalau (Fidżi). Występowanie na Taveuni jest niepotwierdzone. Najprawdopodobniej jedynego opisu zwyczajów tych ptaków dostarczył Layard (1875). Wodniki brązowogrzbiete miały zamieszkiwać zarośla taro (Colocasia esculenta) i bagna. Były skryte i rzadko widywane, jednak rdzenni mieszkańcy – nazywający te ptaki mbidi – z łatwością na nie polowali. Składały 6 jaj w gnieździe zbudowanym z turzyc. Skorupka miała barwę jasnoróżową, pokryta była fioletowymi i ciemnoczerwonymi kropkami. Jaja mierzyły 3,8 na 2,8 cm. Okres lęgowy przypadał na listopad i grudzień, prawdopodobnie lęgi odbywały się również w marcu.

## Status
Międzynarodowa Unia Ochrony Przyrody uznaje gatunek za wymarły (EX, Extinct). Poza XIX-wiecznymi okazami (ostatni pozyskano przed 1890) istnieją także doniesienia z 1971 (Taveuni) i 1973 (Viti Levu). Podczas prac terenowych w latach 2002–2005 nie zaobserwowano wodników brązowogrzbietych. Mayr (1945) był przekonany, że tajemnicze ptaki zwane przez Fidżyjczyków sasa, bezskrzydłe i gnieżdżące się w zagłębieniach w ziemi w górach, były właśnie wodnikami brązowogrzbietymi. Prawdopodobnie za wymarcie tego gatunku odpowiada drapieżnictwo ze strony wprowadzonych na wyspy mangust i kotów.